# Bärenfang

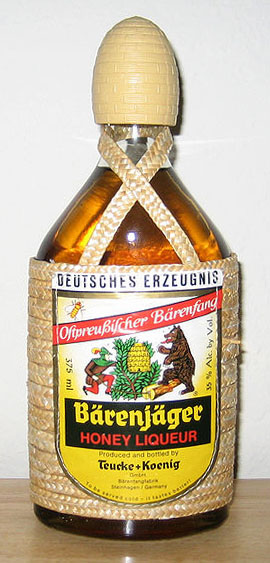
Bärenfang

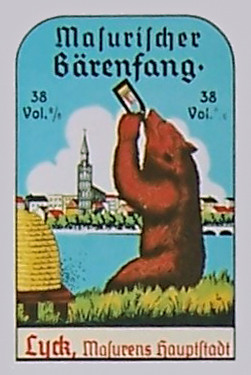
Flessenetiket in 1935

Bärenfang is een likeur uit Oost-Pruisen en wordt bereid uit honing, specerijen en alcohol van een percentage tussen de 20 en 45%. De drank wordt ook Bärenjäger genoemd, voornamelijk in de Engelstalige wereld. 

## Geschiedenis
De likeur wordt al bereid sinds de 15de eeuw in de Oost-Pruisische huishoudens. In sommige gebieden wordt de likeur ook Meschkinnes genoemd, wat uit het Litouws afstamt. Sinds 1945 wordt deze specialiteit wereldwijd verspreid.
De eerste commerciële aanbieder van de drank was de firma Teucke & König uit Koningsbergen met het merk Bärenjäger met op het etiket een jager en een beer. 
Omdat het makkelijk te bereiden is wordt het in Duitsland ook vaak aan huis gemaakt.